# Средній Врх (Кранська Гора)
Средній Врх (словен. Srednji Vrh) — поселення в общині Кранська Гора, Горенський регіон, Словенія. Висота над рівнем моря: 960,7 м.